# Umbral de enmascaramiento global

## Introducción
Primeramente, hay que partir del fenómeno de enmascaramiento de sonido para definir el concepto de umbral de enmascaramiento global. Este fenómeno se rige por leyes físicas del sistema auditivo humano, el cual tiene cierta dificultad para oír con nitidez una señal de audio (o sonido) en presencia de otra señal, o bien en presencia de ruido. 
A la hora de analizar este fenómeno cabe destacar la existencia de bandas críticas dado que es el modo como funciona el oído humano, y a la vez facilitará el cálculo permitiendo prestar atención únicamente al enmascaramiento frecuencial, el cual es el más interesante de cara a las tecnologías de procesado y tratado de audio.
El hecho de que se produzcan enmascaramientos de un sonido, se puede interpretar como información sonora redundante para el sistema auditivo, por lo que es interesante poder detectar y eliminar esta información redundante para minimizar el coste en bits durante el proceso de codificado.

## Cálculo
Para poder calcular el umbral de enmascaramiento global, deben calcularse primero los umbrales de enmascaramiento individuales, que son aquellos que cada componente tonal o no-tonal genera sobre la señal de audio. Cabe mencionar que previamente al cálculo de los enmascaramientos individuales, se realiza un proceso conocido como disminución de la cantidad de componentes enmascarantes “decimation of maskers”, que consiste en escoger únicamente las componente tonales y no-tonales que verdaderamente enmascaran el sonido, desechando el resto que pueden ser omitidas.
Partiendo de los umbrales individuales, combinados con el umbral absoluto (o de silencio), que se define como la intensidad de sonido más débil que se puede percibir cuando no hay más sonidos presentes, podremos llegar al umbral de enmascaramiento global sobre toda la banda de audio.
A modo de cálculo, a continuación se muestra como se obtienen los enmascaramientos individuales:
LTtm[z( j),z(i)] = Xtm[z( j)]+ avtm[z( j)]+ vf [z( j),z(i)]
LTnm[z( j),z(i)] = Xnm[z( j)]+ avnm[z( j)]+ vf [z( j),z(i)]
Y finalmente como se obtiene el umbral de enmascaramiento global:
El cómputo de este parámetro permitirá calcular la relación señal a máscara, el SMR, y por consiguiente, continuar con el proceso de codificación de la señal.